# エドウィン・フォスター・コディントン
エドウィン・フォスター・コディントン（Edwin Foster Coddington、1870年6月24日～1950年12月21日）はアメリカの天文学者。彼は1898 VII彗星や、コディントン・パウリー彗星（C/1898 L1）を発見したことで知られる。後に「コディントン星雲」と呼ばれる事になるおおぐま座の銀河IC 2574を発見し、また、3つの小惑星を発見している。